# Ideoblothrus godfreyi
Espèce
Synonymes
- Ideobisium godfreyi Ellingsen, 1912

Ideoblothrus godfreyi est une espèce de pseudoscorpions de la famille des Syarinidae.

## Distribution
Cette espèce est endémique du Cap-Oriental aux Afrique du Sud. Elle se rencontre vers King William's Town.

## Systématique et taxinomie
Cette espèce a été décrite sous le protonyme Ideobisium godfreyi par Ellingsen en 1912. Elle est placée dans le genre Ideoblothrus par Muchmore en 1982.

## Étymologie
Cette espèce est nommée en l'honneur de R. Godfrey.

## Publication originale
- Ellingsen, 1912 : The pseudoscorpions of South Africa, based on the collections of the South African Museum, Cape Town. Annals of the South African Museum, vol. 10, p. 75-128 (texte intégral).